# Ozero Vojso
Ozero Vojso (ryska: Озеро Войсо) är en sjö i Belarus.   Den ligger i voblasten Vitsebsks voblast, i den norra delen av landet, 200 km norr om huvudstaden Minsk. Ozero Vojso ligger 127 meter över havet. Arean är 3,7 kvadratkilometer. Den sträcker sig 3,7 kilometer i nord-sydlig riktning, och 2,0 kilometer i öst-västlig riktning.
I omgivningarna runt Ozero Vojso växer huvudsakligen savannskog. Runt Ozero Vojso är det glesbefolkat, med 16 invånare per kvadratkilometer.